# Huys te Coll
Het Huys te Coll

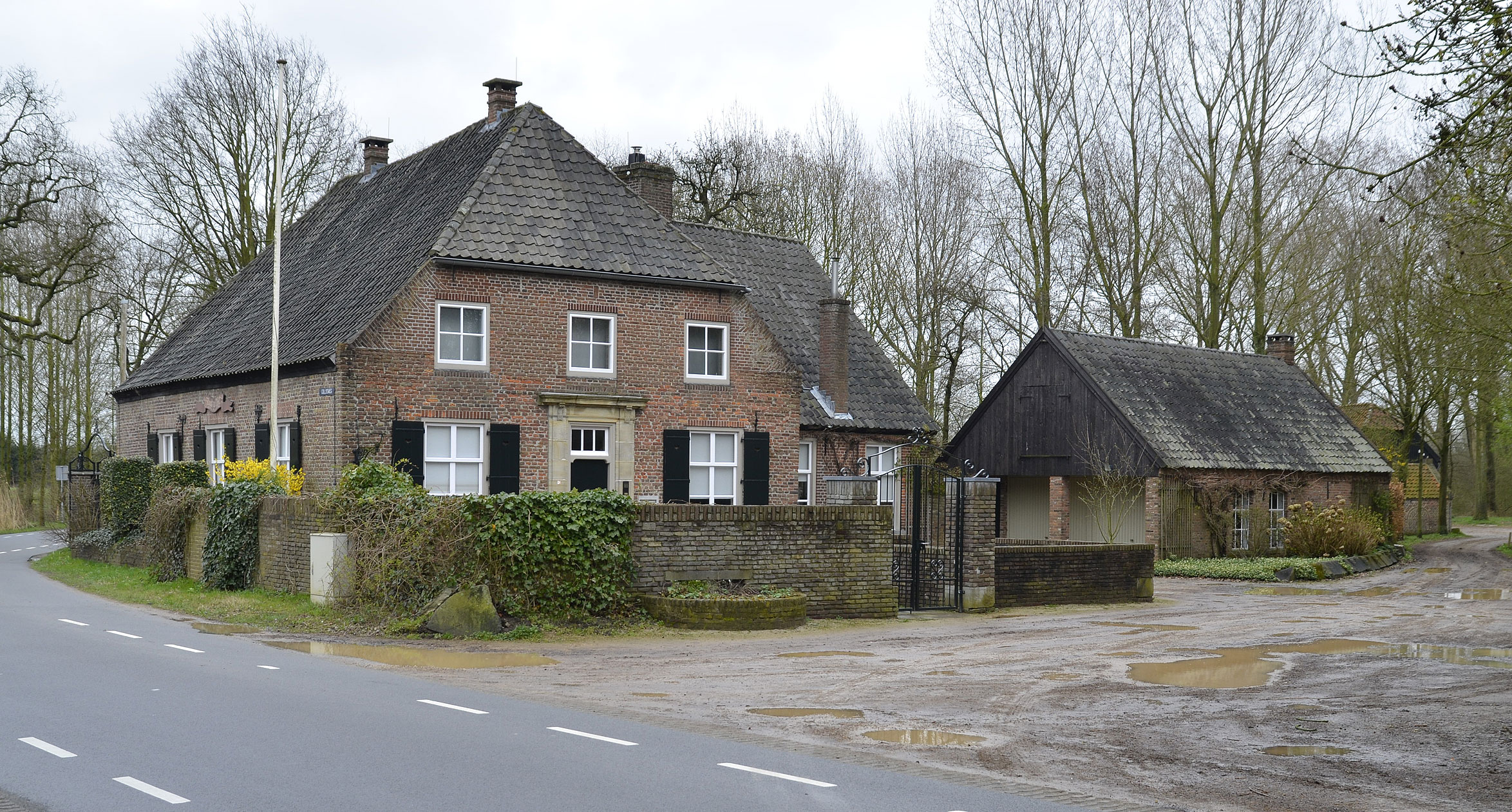
Het Huys te Coll. Geheel rechts de watermolen.

is een woonhuis aan de Collseweg 1 in het gehucht 't Coll in stadsdeel Tongelre van de gemeente Eindhoven.
Het ligt aan de rand van natuurgebied de Urkhovense Zeggen, op een steenworp afstand van de Collse watermolen.
Het is een rijksmonument.

## Beschrijving
‘t Huys te Coll is een herenhuis gebouwd in baksteen.
Het dak is een wolfsdak gedekt met pannen.
De voorgevel wordt gesierd door twee smeedwerk muurankers met Anno en 1787.
De zesruitsramen zijn voorzien van luiken met hartvormige uitsparingen.
De statige entree in de zijgevel is voorzien van een zandstenen omlijsting, waarboven een kroonlijst, gedragen door twee consoles met acanthusbladeren.
De tuin is ommuurd met een muur van baksteen met enkele fraaie smeedijzeren poorten en grenst aan het water achter de watermolen.

## Foto's

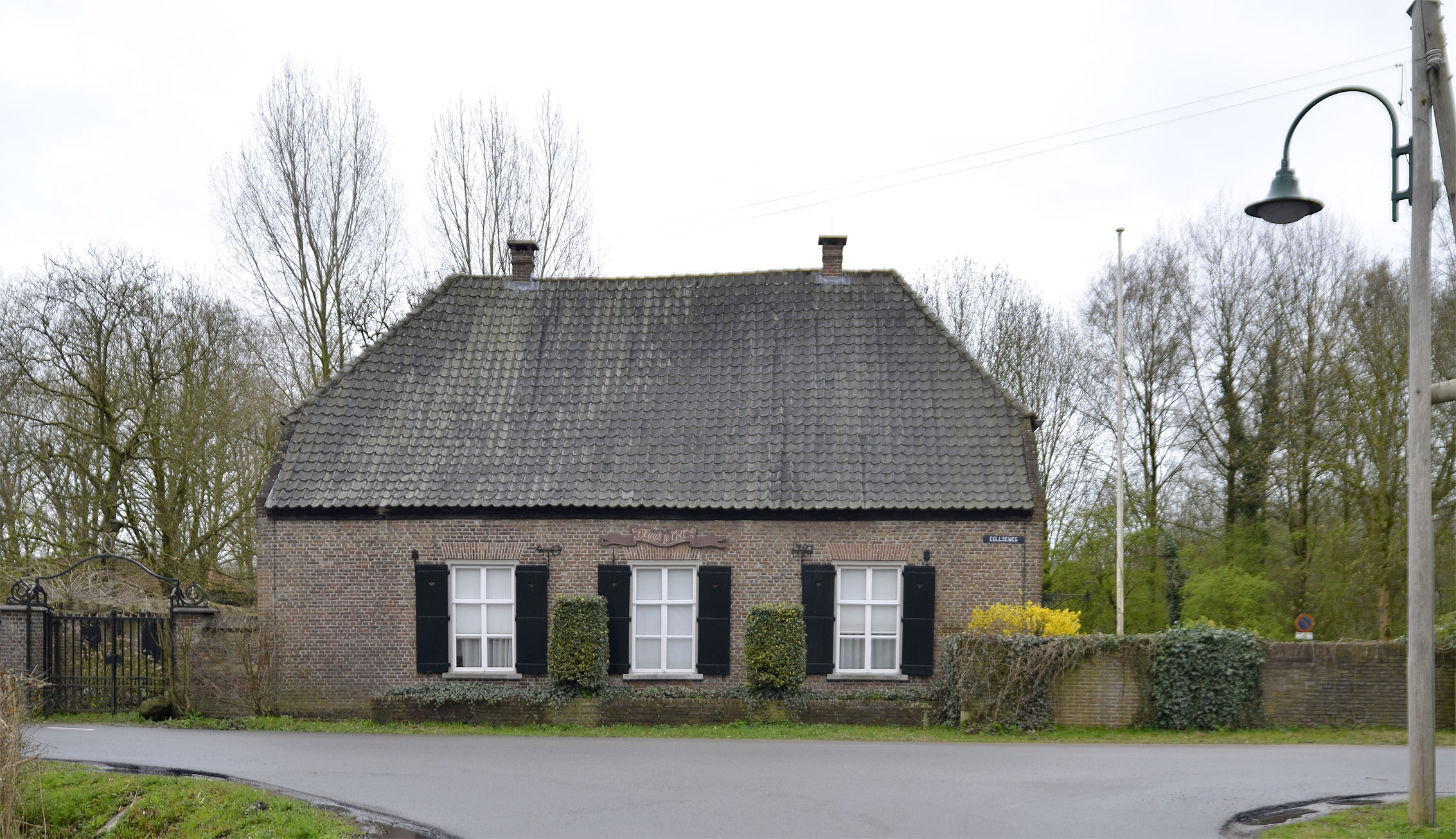
Gevel aan de straatzijde
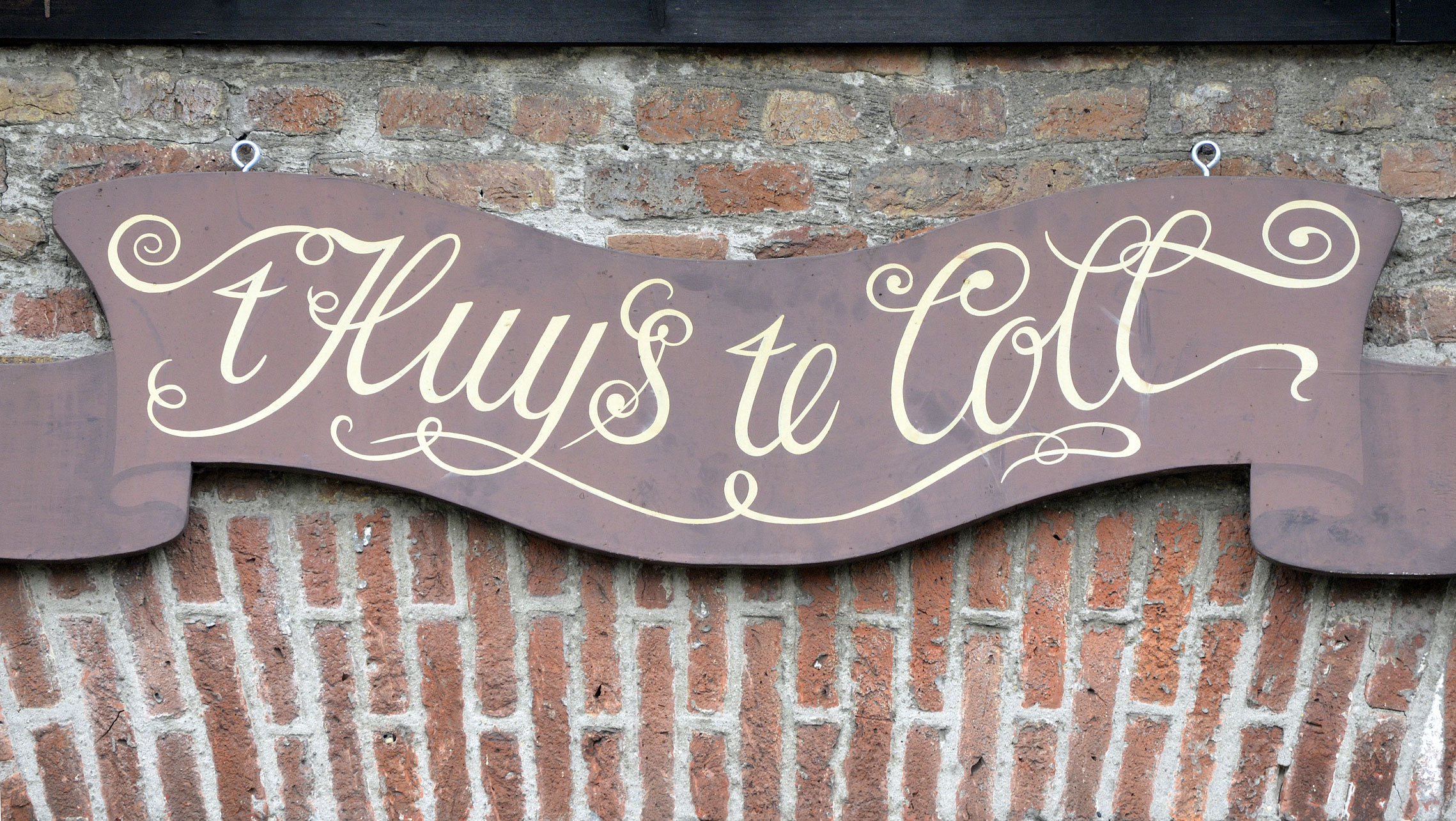
Naambord aan de noordgevel
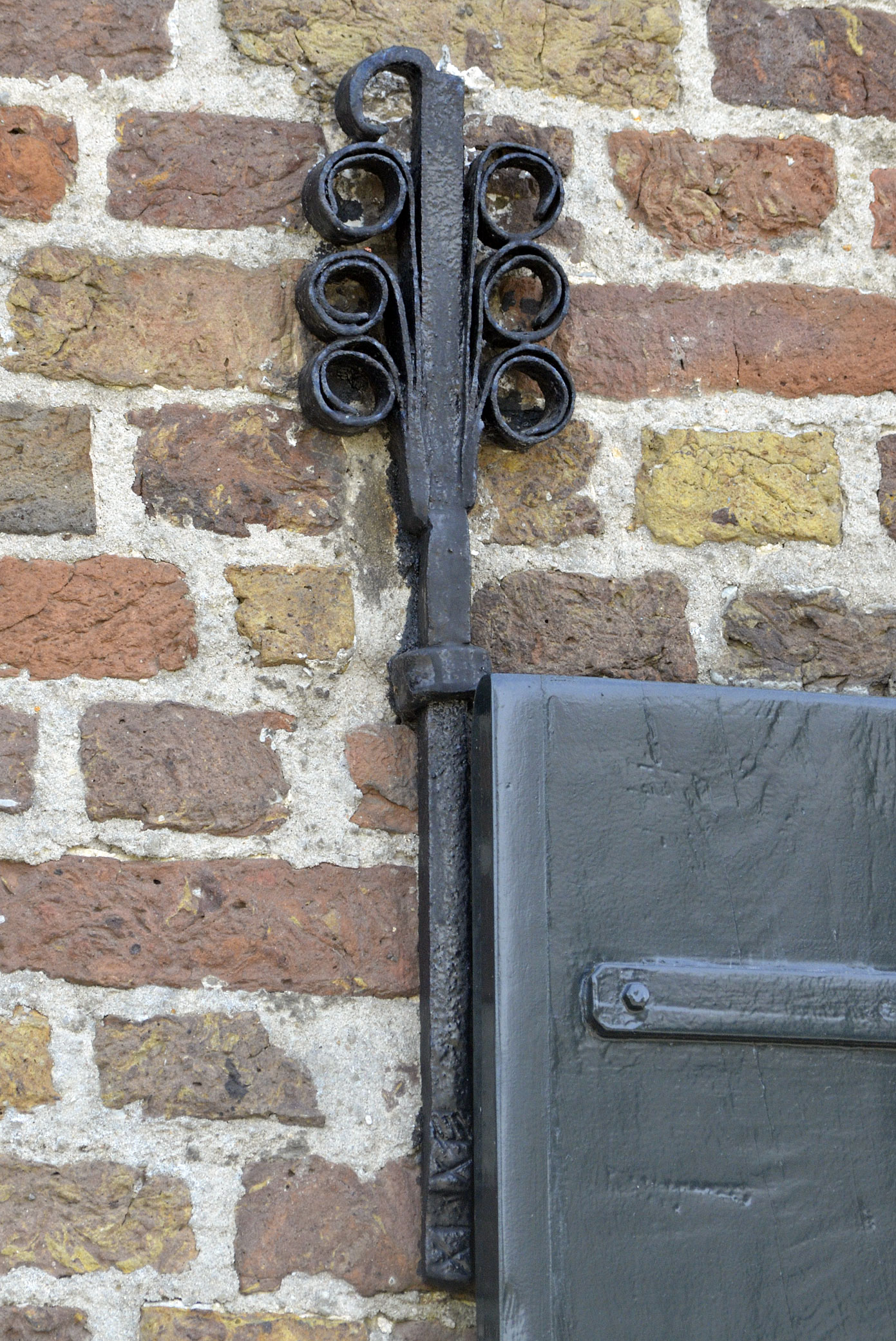
muuranker
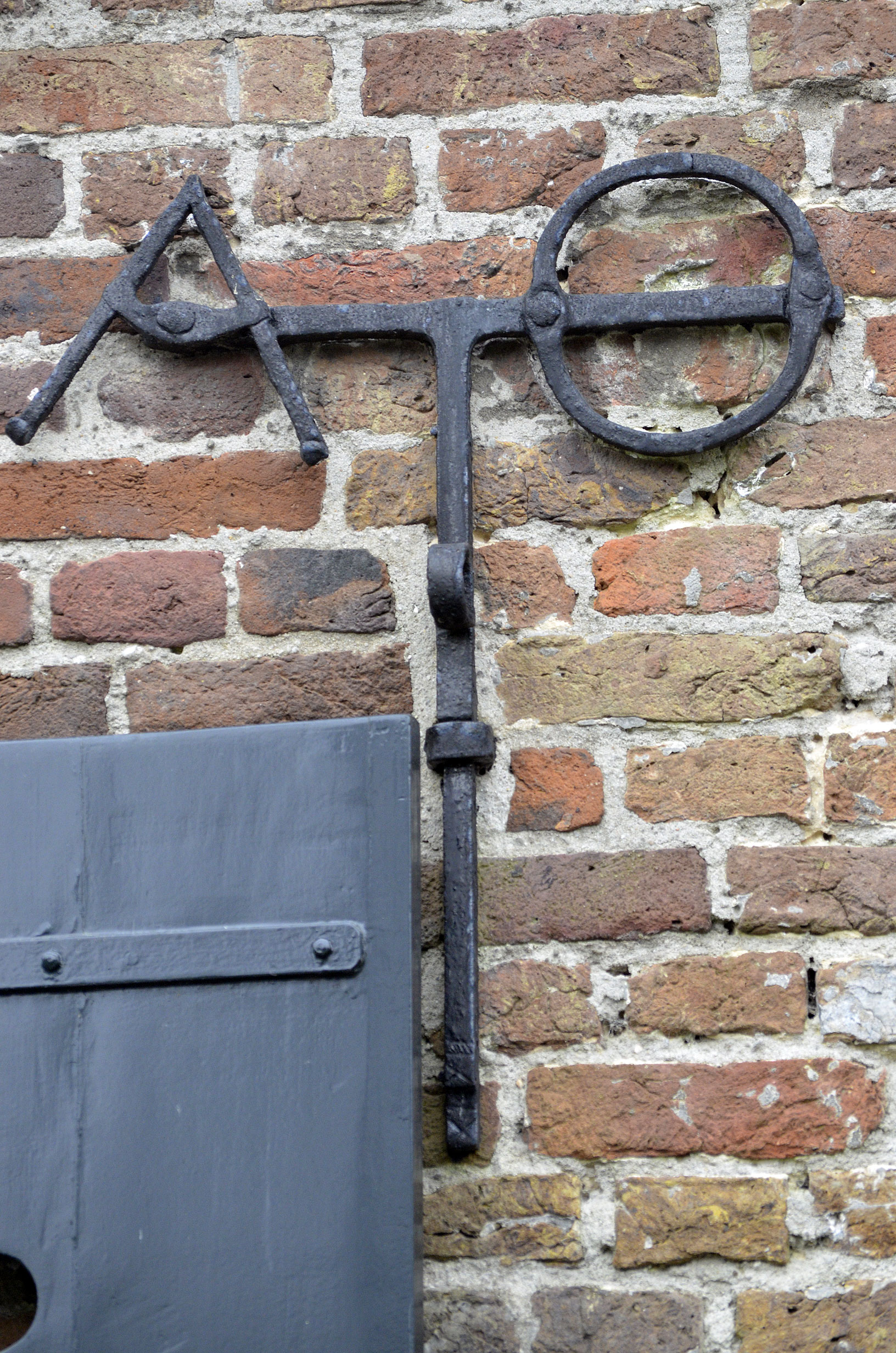
muuranker "anno"
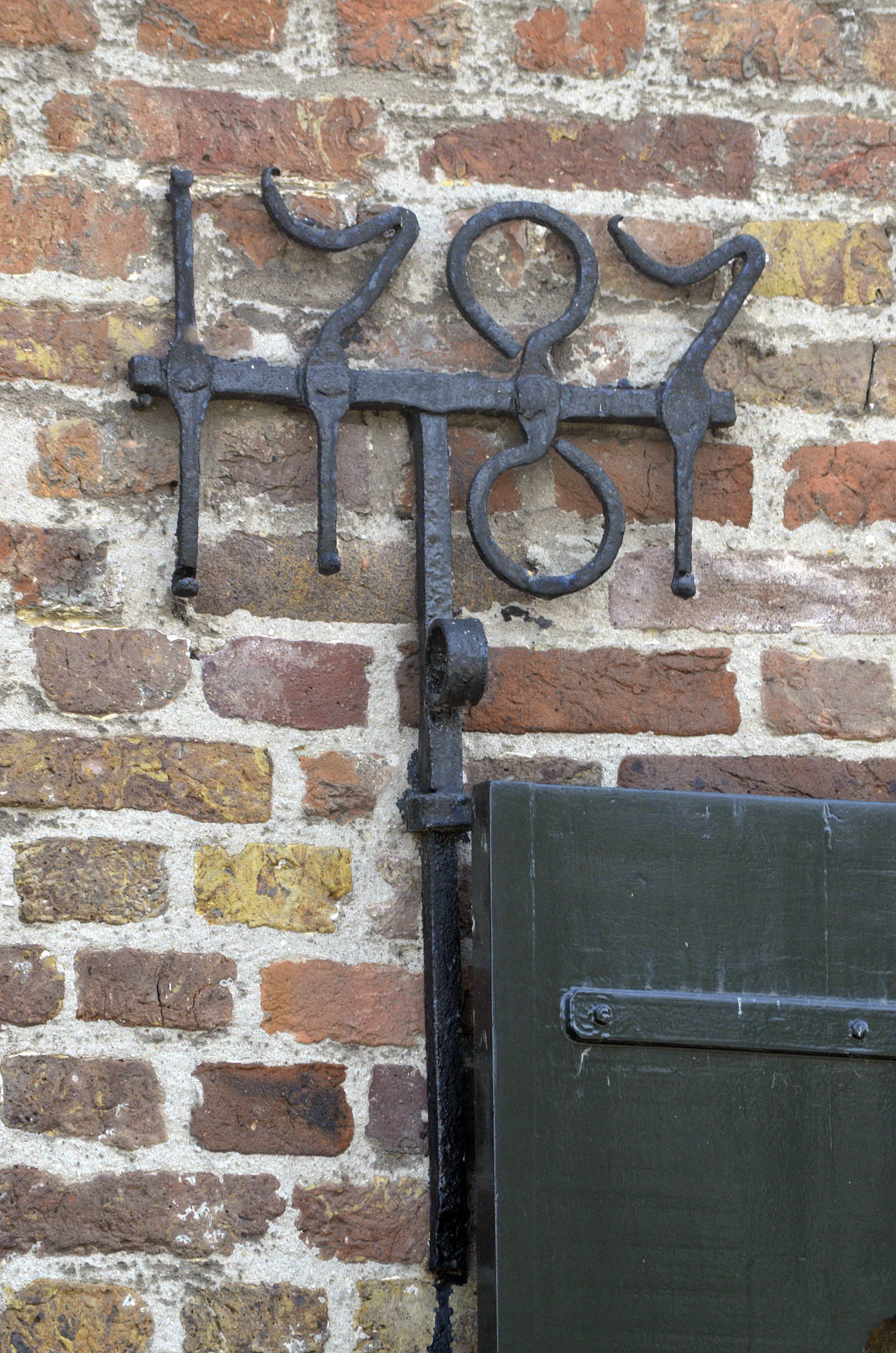
muuranker "1787"
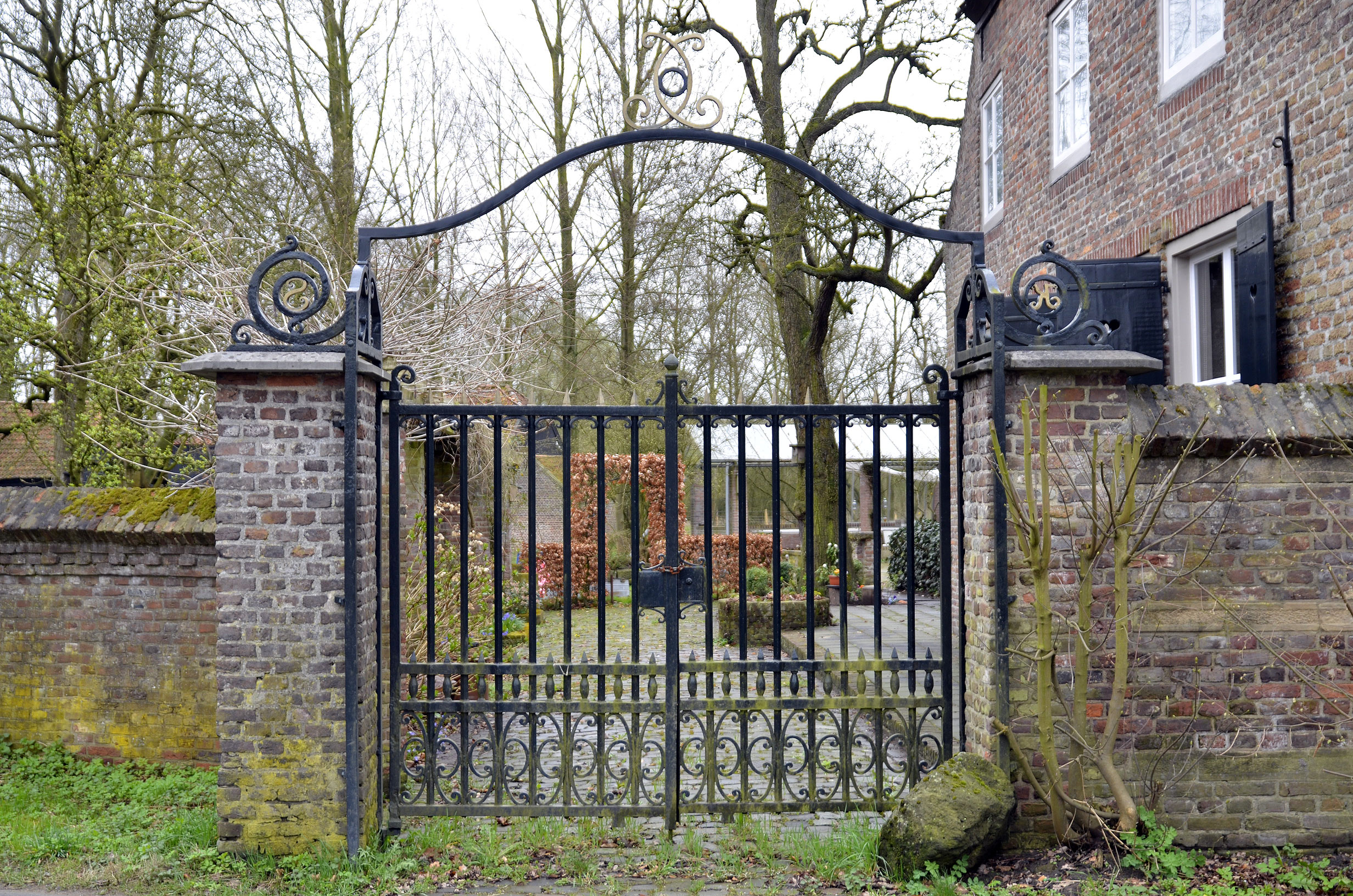
Hek
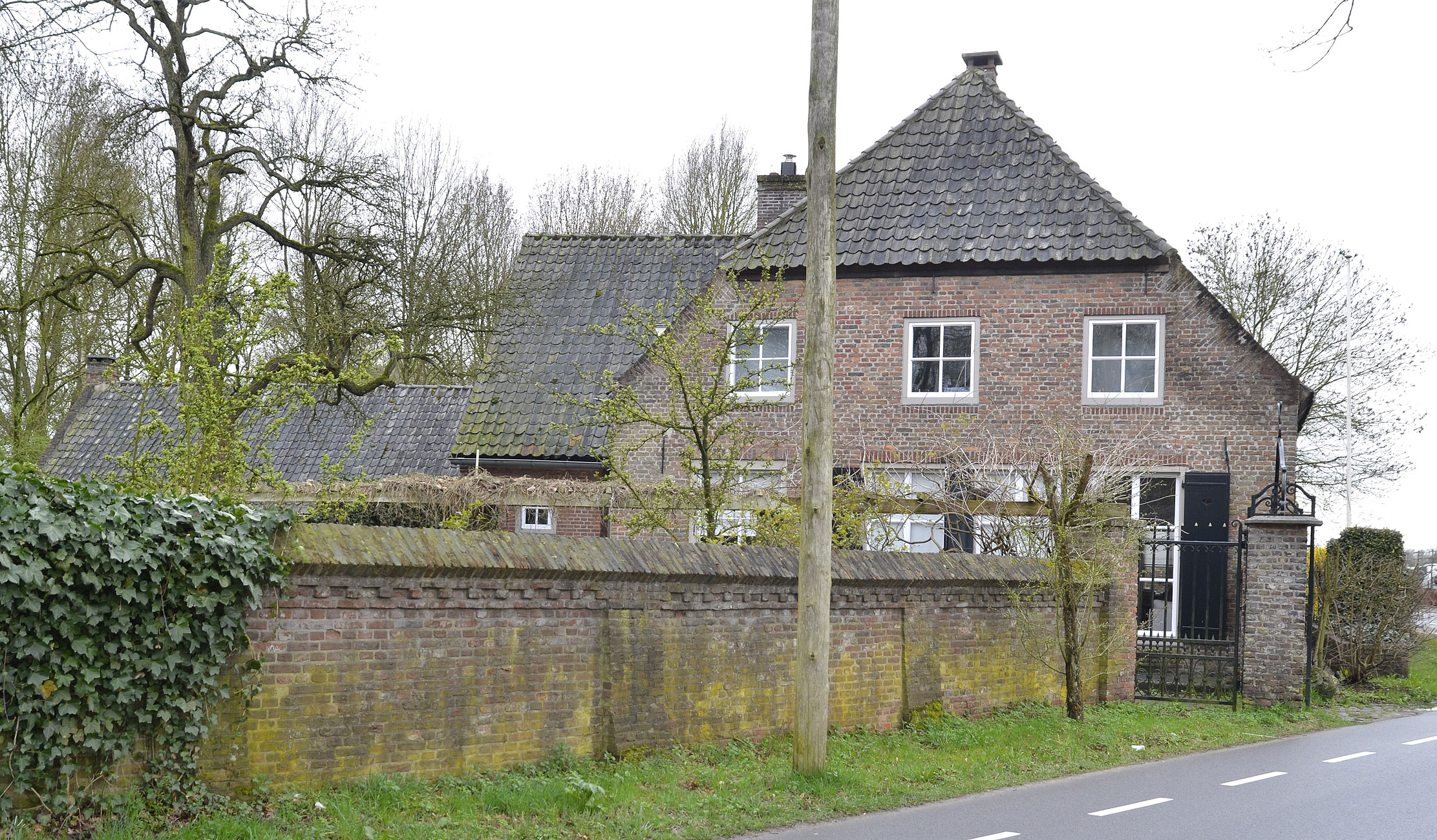
Vanaf de Collseweg, uit het noordoosten
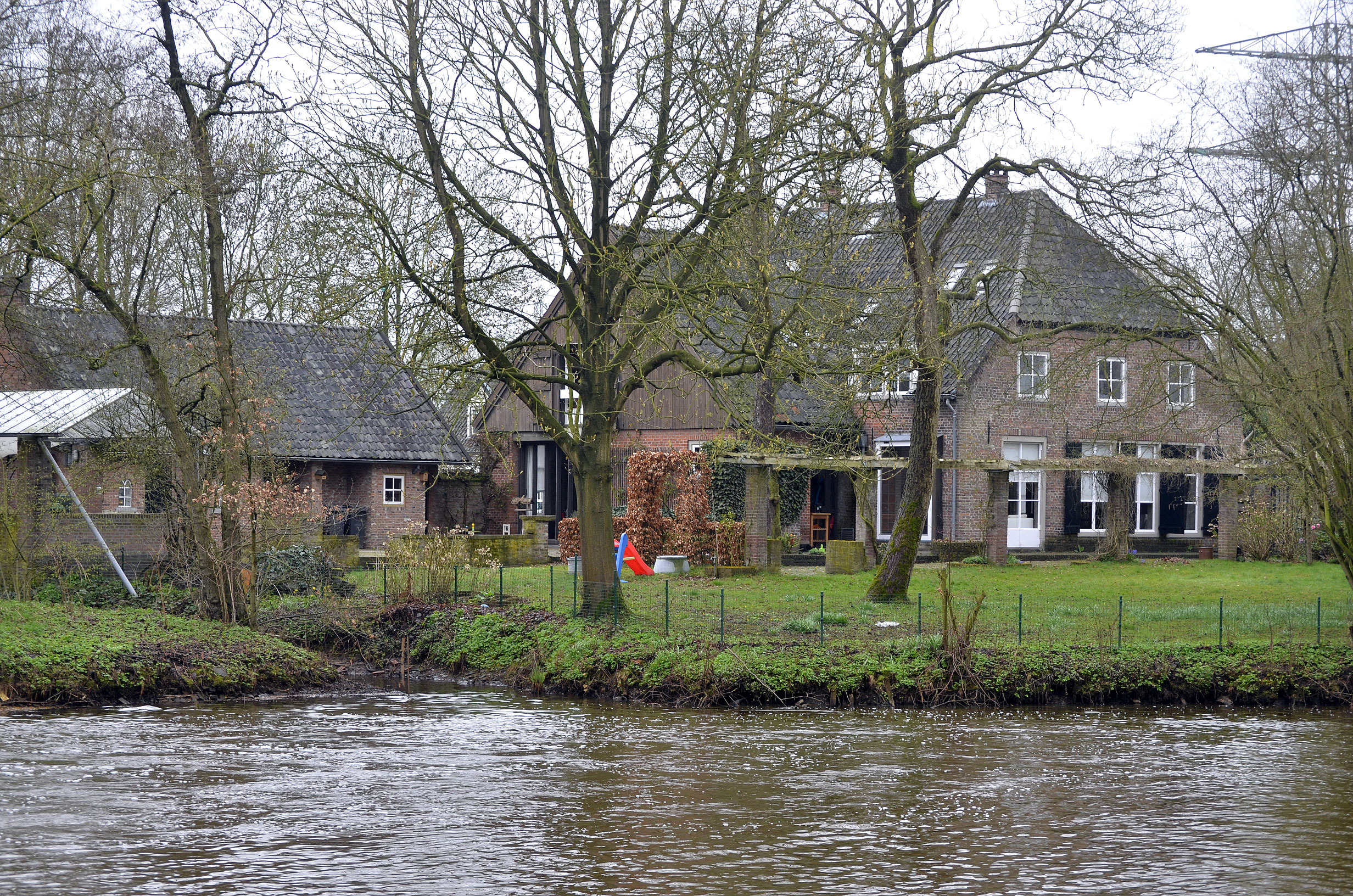
Vanuit het oosten
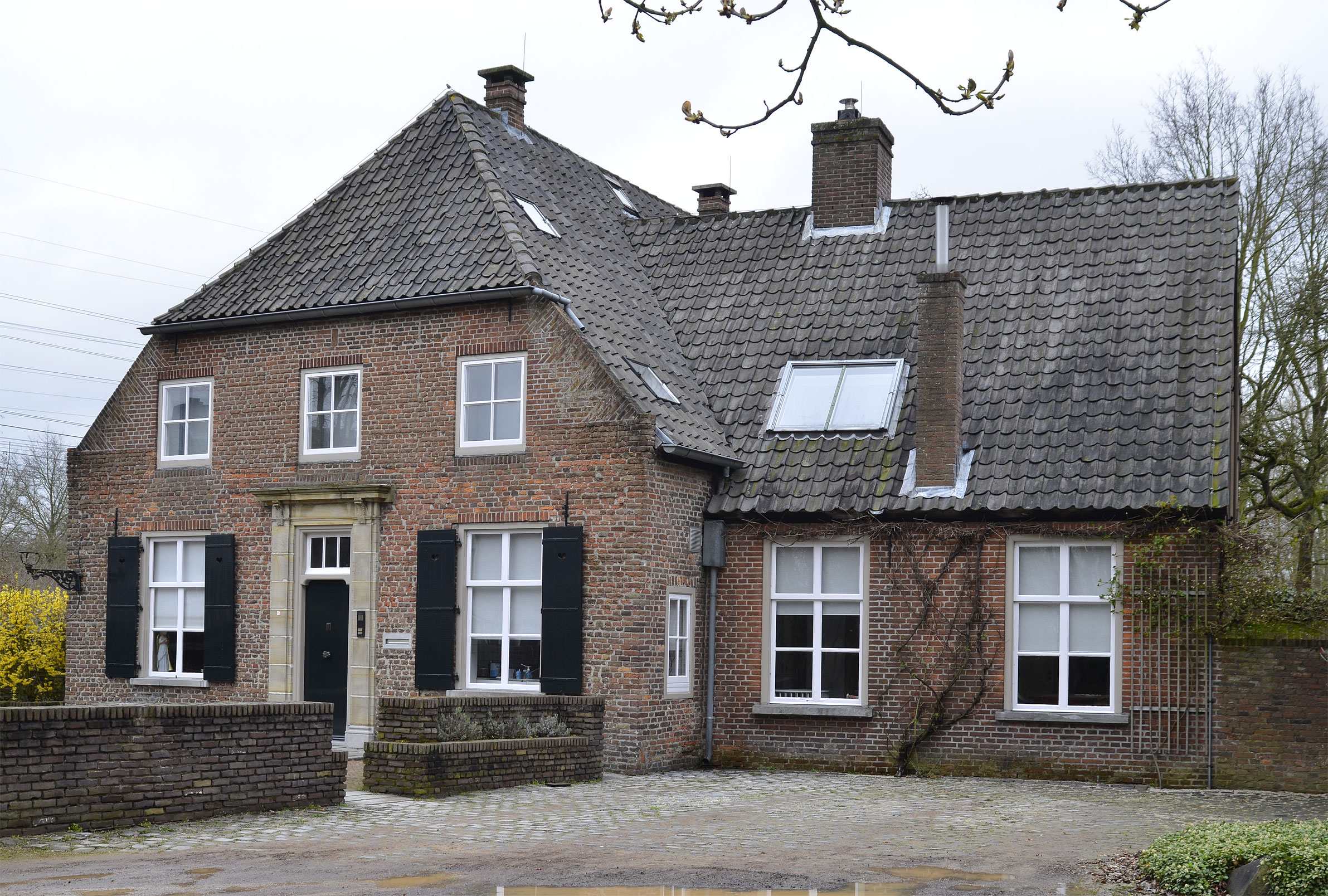
Zijgevel
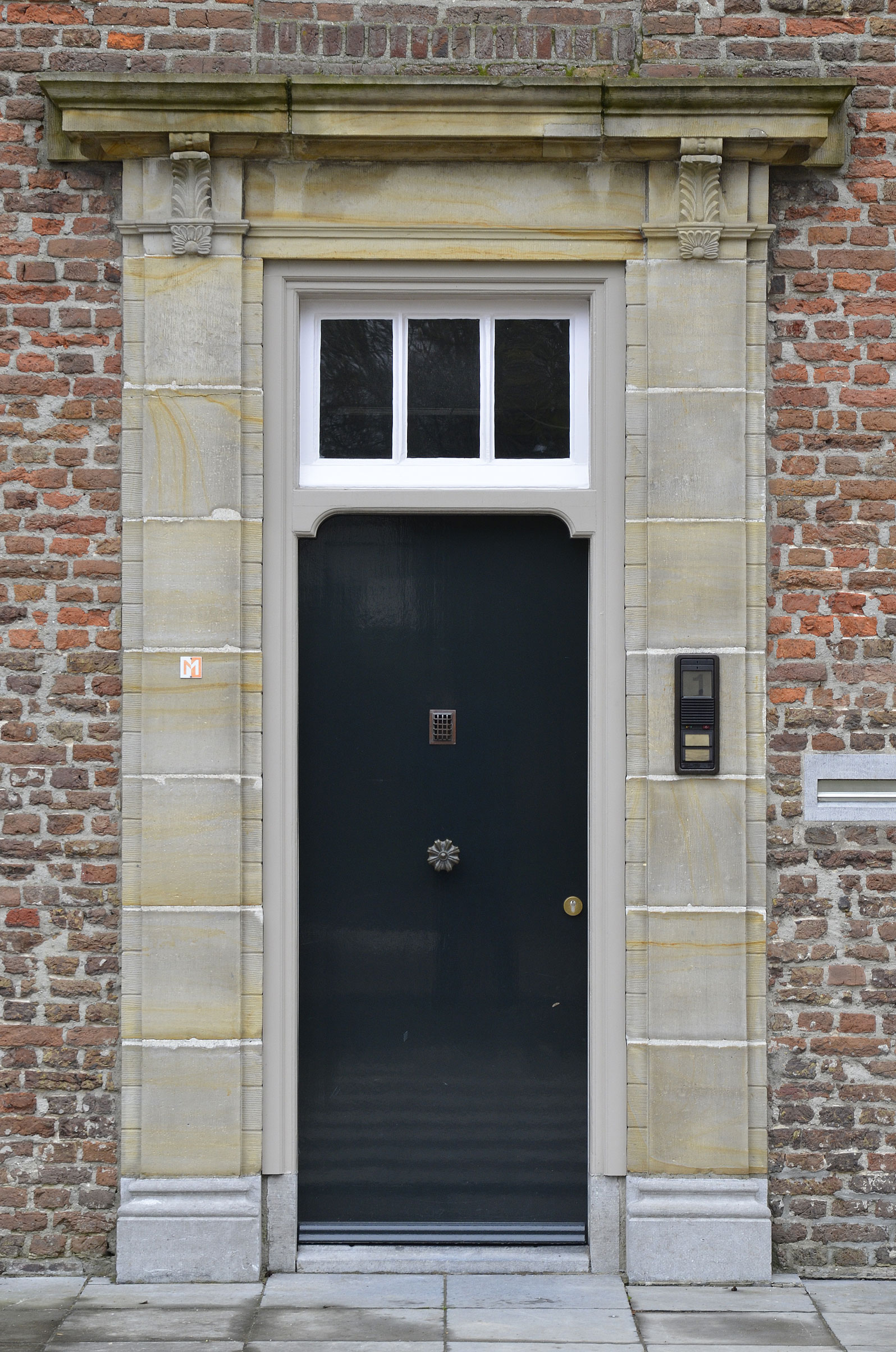
voordeur met zandstenen omlijsting

## Historie
In de veertiende eeuw was er een hofstede genaamd Molenstat, waartoe de watermolen, toenmalige molenaarswoning "Huys te Coll", en een huis met een hof behoorden.
Die laatste twee bestaan niet meer.
De huidige molenaarswoning (schuin tegenover het Huys te Coll, aan de overzijde van de Collseweg) en het huidige Huys te Coll zijn gebouwd in de achttiende eeuw.
Het huis is, zo blijkt uit de muurankers, gebouwd in 1787.
Het werd gebouwd door ene Rombout Smits, ongeveer op de plaats van het huis dat hij in 1778 gekocht had.
In de schuine achterbouw is een deel van het oude huis bewaard gebleven.
Smits nam het huis in gebruik als bierhuis; een functie die ook het oude huis al had sinds 1733.
Rombout Smits stierf in 1808.
Zijn zoon Jan, notaris en vanaf 1816 ook burgemeester van de toenmalige gemeente Tongelre, ging er wonen; met zijn vrouw Adriana Brox bleef hij het bierhuis drijven.
Zij legden in 1820 een beugelbaan aan voor hun klanten.
Adriana bleef in het huis wonen na de dood van Jan in 1821.
Zij stierf in 1848.
Zoon Peter nam het herbergierswerk van haar over.
In 1871 woonden nog steeds drie van de kinderen in het huis: Peter, Willem en Helena.
Zij dreven nog steeds het bierhuis.
In 1873 verkochten ze het huis aan Jacob Neiszen, een papiergroothandelaar afkomstig uit Rotterdam die woonde in Nuenen
Hij nam het in gebruik als woonhuis.
Zijn echtgenote was Helena Bruininga; het paar had vier kinderen.
Jacob stierf in 1893.
In die periode, in 1884, maakte Vincent van Gogh een schilderij van de watermolen, waarschijnlijk vanuit de tuin van het huis.
Na de dood van Jacob trachtte zijn familie het huis te verkopen, maar er werd niet meer geboden dan 750 gulden.
Dat was niet genoeg en daarom bleven ze er wonen.
In 1917 werd het huis geplaatst op de "Voorlopige lijst van Monumenten van Geschiedenis en Kunst".
In 1918 was dochter Johanna als enige bewoonster over, met slechts een bok als gezelschap.
Ze was nooit getrouwd, vereenzaamde en leefde meer en meer teruggetrokken.
Het feit dat ze Nederlands Hervormd was in een overwegend katholieke omgeving zal daaraan hebben bijgedragen.
Ze stond plaatselijk bekend als tante Han of de Collse heks.
Haar gezondheid werd uiteindelijk zo slecht dat ze in 1933 werd ondergebracht bij de Zusters van het Sint-Ignatiusgesticht, waar ze datzelfde jaar op 69-jarige leeftijd overleed.
Na haar dood werd het huis leeggeruimd en de (sterk vervuilde) inventaris verbrand.
Het huis werd gekocht door de Toon de Rooy voor een bedrag van 2300 gulden.
Hij maakte samen met zijn vrouw en drie dochters van het huis weer een goedlopende herberg.
Er was een prieel met aanlegsteiger voor bootjes (men kon bruine kano's huren) en een fraaie tuin met terrasjes en zitjes die 's avonds verlicht was, men kon er zwemmen en er was schaatsgelegenheid in de winter.
In 1939 werd het huis gekocht door Jan Thomassen, winkelier in damesmode.
Hij woonde met zijn gezin aan de Rechtestraat in Eindhoven en gebruikte het Huys te Coll als buitenhuis.
Het huis werd verbouwd om het geschikt te maken voor bewoning door twee gezinnen, met voor elk een afzonderlijke ingang.
Een deel van het huis verhuurde hij; huurder was het echtpaar Van Wordragen.
In de Tweede Wereldoorlog werd het huis gevorderd voor een het onderbrengen van een dakloos gezin: Herman Quadvlieg en zijn vrouw Anna van Wordragen (dochter van het paar dat er al woonde) met hun kinderen.
Het gezin Quadvlieg had uiteindelijk twaalf kinderen.
In 1942 is de schuur achter het huis ingestort omdat onderhoud in die tijd vrijwel onmogelijk was.
De balken hebben gediend als stookhout in de koude winters van 1943 en 1944.
Het dak van het voorhuis is in 1954 opgeknapt. In datzelfde jaar kreeg het huis waterleiding.
Op foto's uit die tijd is te zien dat er toen een dakkapel was aan de noordzijde (de kant van de Collseweg).
Waar nu het meest linkse raam is aan de straatkant was toen de toegangsdeur van de herberg en een van de woonhuizen toen het huis in twee gesplitst was.
Links daarvan was nog een raam.
De woningnood nam af en de bewoners van het huis vertrokken naar elders in december 1961.
Hans Thomassen, architect en zoon van Jan, ging zelf in het huis wonen met zijn echtgenote.
Zij restaureerden het huis in oude luister.
De werkzaamheden namen enkele jaren in beslag.
Er werd o.a. gebruikgemaakt van materialen die afkomstig waren van sloop elders.
De dakkapel verdween, evenals het meest linkse raam aan de noordzijde; de deur daar werd een raam.
De voordeur werd voorzien van zijn zandstenen omlijsting.
Het huis werd voorzien van spouwmuren.
Het Huys te Coll was daarna weer een fraaie woning.